# Austrocarausius
Austrocarausius is een geslacht van Phasmatodea uit de familie Phasmatidae. De wetenschappelijke naam van dit geslacht is voor het eerst geldig gepubliceerd in 2000 door Brock.

## Soorten
Het geslacht Austrocarausius omvat de volgende soorten:
- Austrocarausius mercurius (Stål, 1877)
- Austrocarausius nigropunctatus (Kirby, 1896)